# Daingerfield
Daingerfield település az Amerikai Egyesült Államok Texas államában, Morris megyében, melynek megyeszékhelye is. Lakosainak száma 2522 fő (2020. április 1.).

## Népesség
A település népességének változása:

| 2010 | 2 560 |
| 2020 | 2 522 |